# Евгений Станчев
Евгений Дончев Станчев е български журналист и публицист.

## Биография
Роден е на 13 април 1939 г. Баща му е общественикът и отговорен редактор на „Работнически вестник“ през 30-те години на 20 век Дончо Станчев Додунеков.
Работил е във вестниците „Народна младеж“, „Софийски вести“, „Новини плюс“, „Кеш“, бил е два пъти главен редактор на в. „Поглед“, както и главен редактор на в. „Дума“(2003 – 2007 г.). Работил е като журналист и в списанията „Ново време“ и „Бизнесуик“, където е бил и главен редактор.
Един от първите журналисти посетили района на аварията в Чернобилската АЕЦ. Автор на серия от репортажи за аварията публикувани във вестник „Поглед“ през октомври и ноември 1987 г. и препечатани в „Дума“ през април 2006 г.
Автор на книгата с репортажи „От Петровка до Находка“ – репортажи, описващи пътуването му с влак от Москва до Находка и обратно.
Носител на орден „Кирил и Методий“ – I степен.
Умира на 78 години на 1 февруари 2018 г.